# Ceyhun Altay
Ceyhun Altay (Istanbul, 15 agosto 1986) è un ex cestista turco.

## Palmarès
- Campionato turco: 1

Pınar Karşıyaka: 2014-15
- Coppa del Presidente: 1

Pınar Karşıyaka: 2014